# Химьяритский язык
Химьяритский язык — один из древних языков населения Южной Аравии (современный Йемен), просуществовавший до X в. н. э. Классифицируется как южносемитский язык. На химьяритском языке говорили в Химьяритском и Сабейском царствах, при этом он заметно отличался от сабейского языка.